# Sebastian Staab
Sebastian Staab (* 26. Juli 1985) ist ein deutscher Poolbillardspieler. Er war bisher sechsmal Deutscher Einzel-Meister.

## Karriere
Sebastian Staab begann im Alter von neun Jahren mit dem Billardspielen. Nachdem er 1996 bei der Deutschen Jugend-Meisterschaft bereits Fünfter im 8-Ball geworden war, nahm er 1998 erstmals an der Jugend-Europameisterschaft teil. 1998 und 2001 wurde Staab Deutscher Jugend-Meister im 8-Ball. Bei der Jugend-EM 2001 wurde er im Finale gegen den Norweger Kjetil Fredriksen Europameister im 14/1 endlos der Schüler. Zudem wurde er mit der deutschen Mannschaft Schüler-Europameister.
2007 qualifizierte er sich erstmals für die 14/1-endlos-Weltmeisterschaft. Er erreichte dabei die Doppel-K.-o.-Runde und belegte damit den 17. Platz. Wenige Monate später gelang es ihm bei den Netherlands Open, sich erstmals für die Endrunde eines Euro-Tour-Turniers zu qualifizieren. Er scheiterte im Achtelfinale nur knapp mit 9:10 gegen den Engländer Mark Gray. Im gleichen Jahr qualifizierte er sich erstmals für das Viertelfinale bei den Deutschen Meisterschaften. Bei den Italy Open 2008 erreichte er erneut das Achtelfinale, verlor jedoch gegen Daryl Peach mit 3:9. 2008 qualifizierte er sich erneut für die 14/1-endlos-WM, bei der er sich als Gruppenfünfter in der Vorrunde ausschied. 
Bei der Deutschen Meisterschaft 2012 gewann er Silber im 9-Ball und Gold im erstmals ausgetragenen 10-Ball-Wettbewerb. Bei der Europameisterschaft 2013 war er, neben Ina Kaplan, mit dem Erreichen des Viertelfinals im 8-Ball der erfolgreichste deutsche Sportler.
2013 gewann er die Stuttgart Open. Bei der Deutschen Meisterschaft 2013 gewann er nach einer Finalniederlage gegen Andreas Roschkowsky Silber im 14/1 endlos. Im 8-Ball gewann er die Goldmedaille, nachdem er im Finale Raphael Wahl deutlich mit 8:0 besiegte. Im 9-Ball-Viertelfinale verlor er gegen Nicolas Ottermann, bevor er schließlich seinen Titel im 10-Ball verteidigen konnte.
Bei der EM 2014 erreichte Staab das Achtelfinale im 14/1 endlos, schied dort jedoch gegen den Belgier Moritz Lauwereyns aus. Zudem kam er im 10-Ball sowie im 8-Ball auf den 17. Platz.
Im November desselben Jahres gewann er bei der Deutschen Meisterschaft das Finale im 8-Ball gegen Oliver Ortmann und unterlag im 9-Ball-Finale dem Neuwerker Sascha Jülichmanns.
In der Saison 2008/09 stieg er mit Fortuna Bexbach in die 1. Bundesliga auf. Ein Jahr später folgte jedoch der Abstieg in die 2. Bundesliga. 2011 wechselte Staab wieder zurück zum PBC Joker Altstadt, mit dem er nach drei Aufstiegen in Folge seit 2014 wieder in der 2. Bundesliga spielt.
Mit der deutschen Nationalmannschaft wurde Staab 2014 sowie 2015 EM-Dritter und erreichte 2014 das Viertelfinale der Team-Weltmeisterschaft.
Sebastian spielt ein Queue der Marke Vollmer und ein Breakqueue der Marke Kruger.